# Мать-героиня Вьетнама
Мать-героиня Вьетнама (вьет. Bà mẹ Việt Nam anh hùng) — одно из высших званий Социалистической Республики Вьетнам.

## Описание
Присуждается матерям, сделавшим многочисленный вклад и пожертвования в дело национального освобождения, национального строительства, обороны, и исполнения международных обязательств.
Высшее звание, присуждаемое вместе с «Золотой звездой Матери-героини» было учреждено 29 августа 1994 года.
В настоящее время звание присуждено около 45 тысячам матерей.
Среди награждённых — мать-героиня Нгуен Тхи Тхы, чей портрет увековечен на почтовой марке Вьетнама, а также, Фам Тхи Лан — мать погибшего героя Нгуен Ван Хоанга.